# Kuznîci, Horodnea
Kuznîci (în ucraineană Кузничі) este o comună în raionul Horodnea, regiunea Cernihiv, Ucraina, formată numai din satul de reședință.

## Demografie
Componența lingvistică a comunei Kuznîci
     Ucraineană (94,5%)
     Rusă (3,36%)
     Belarusă (2,14%)
Conform recensământului din 2001, majoritatea populației comunei Kuznîci era vorbitoare de ucraineană (94,5%), existând în minoritate și vorbitori de rusă (3,36%) și belarusă (2,14%).